# Etmopterus molleri
Etmopterus molleri is een vissensoort uit de familie van de Etmopteridae (Etmopteridae). De wetenschappelijke naam van de soort is voor het eerst geldig gepubliceerd in 1939 door Whitley.